# Кароліна Віс
Кароліна Віс (нід. Caroline Vis, нар. 4 березня 1970, Влардінген) — колишня професійна нідерландська тенісистка.
Здобула дев'ять парних титулів туру WTA.
Найвищу одиночну позицію рейтингу WTA — 111 місце досягнула в травні 1994, парну — 9 місце в серпні 1998 року.
Завершила кар'єру 2006 року.

## Фінали турнірів Великого Шолома (мікст)

### Поразка (1)
| Рік  | Турнір      | Партнер      | Опоненти                | Рахунок       |
| 1991 | French Open | Паул Гаргейс | Гелена Сукова Цирил Сук | 3–6, 6–4, 6–1 |

## Фінали Туру WTA

### Парний розряд Фінали (9-17)
| Легенда               |
| Grand Slam (0)        |
| WTA Championships (0) |
| Tier I (1)            |
| Tier II (4)           |
| Tier III (2)          |
| Tier IV—V (2)         |

| Результат | Ранг | Дата              | Турнір                                         | Покриття   | Партнер               | Опоненти in the final                   | Рахунок            |
| Поразка   | 1.   | 10 листопада 1990 | Нашвілл, США                                   | Тверде (i) | Бренда Шульц-Маккарті | Кеті Джордан Лариса Савченко-Нейланд    | 1–6, 2–6           |
| Поразка   | 2.   | 10 листопада 1991 | Нашвілл, США                                   | Тверде(i)  | Басукі Яюк            | Сенді Коллінз Елна Рейнах               | 7–5, 4–6, 6–7      |
| Перемога  | 1.   | 4 травня 1992     | Waregem, Бельгія                               | Ґрунт      | Манон Боллеграф       | Олена Брюховець Петра Лангрова          | 6–4, 6–3           |
| Поразка   | 3.   | 18 липня 1993     | ECM Prague Open, Чехія                         | Тверде     | Лаура Голарса         | Інес Горрочатегі Патрісія Тарабіні      | 2–6, 1–6           |
| Перемога  | 2.   | 18 жовтня 1993    | Hungarian Ladies Open, Угорщина                | Килим (i)  | Інес Горрочатегі      | Сандра Чеккіні Патрісія Тарабіні        | 6–1, 6–3           |
| Поразка   | 4.   | 22 травня 1994    | Internationaux de Strasbourg, Франція          | Ґрунт      | Патрісія Тарабіні     | Лорі Макніл Ренне Стаббс                | 3–6, 6–3, 2–6      |
| Поразка   | 5.   | 24 вересня 1994   | Кубок Кремля, Росія                            | Килим (i)  | Лаура Голарса         | Олена Макарова Євгенія Манюкова         | 6–7, 4–6           |
| Поразка   | 6.   | 5 лютого 1995     | ASB Classic, Нова Зеландія                     | Тверде     | Лаура Голарса         | Джилл Гетерінгтон Елна Рейнах           | 6–7, 2–6           |
| Поразка   | 7.   | 1 жовтня 1995     | Sparkassen Cup (теніс), Німеччина              | Килим (i)  | Бренда Шульц-Маккарті | Мередіт Макґрат Лариса Савченко-Нейланд | 4–6, 4–6           |
| Поразка   | 8.   | 8 жовтня 1995     | Zurich Open, Швейцарія                         | Тверде (i) | Чанда Рубін           | Ніколь Арендт Манон Боллеграф           | 4–6, 6–7(4–7), 4–6 |
| Перемога  | 3.   | 4 серпня 1997     | LA Women's Tennis Championships, США           | Тверде     | Басукі Яюк            | Лариса Савченко-Нейланд Гелена Сукова   | 7–6(9–7), 6–3      |
| Перемога  | 4.   | 11 серпня 1997    | Мастерс Канада, Канада                         | Тверде     | Басукі Яюк            | Ніколь Арендт Манон Боллеграф           | 3–6, 7–5, 6–4      |
| Поразка   | 9.   | ●                 | Кубок Кремля, Росія                            | Килим(i)   | Басукі Яюк            | Аранча Санчес Вікаріо Наташа Звєрєва    | 3–5, Default       |
| Поразка   | 10.  | 22 лютого 1998    | Hanover, Німеччина                             | Килим      | Олена Лиховцева       | Ліза Реймонд Ренне Стаббс               | 6–1, 6–7(4–7), 6–3 |
| Поразка   | 11.  | 24 травня 1998    | Internationaux de Strasbourg, Франція          | Ґрунт      | Басукі Яюк            | Александра Фусаї Наталі Тозья           | 4–6, 3–6           |
| Поразка   | 12.  | 23 серпня 1998    | Мастерс Канада, Канада                         | Тверде     | Басукі Яюк            | Мартіна Хінгіс Яна Новотна              | 3–6, 4–6           |
| Перемога  | 5.   | 22 лютого 1999    | Open GDF Suez, Франція                         | Килим (i)  | Іріна Спирля          | Олена Лиховцева Суґіяма Ай              | 7–5, 3–6, 6–3      |
| Поразка   | 13.  | 19 квітня 1999    | Cairo, Єгипет                                  | Ґрунт      | Іріна Спирля          | Лоранс Куртуа Аранча Санчес Вікаріо     | 7–5, 1–6, 6–7(7–9) |
| Перемога  | 6.   | 20 вересня 1999   | BGL Luxembourg Open, Люксембург                | Килим (i)  | Іріна Спирля          | Тіна Кріжан Катарина Среботнік          | 6–1, 6–2           |
| Перемога  | 7.   | 25 жовтня 1999    | Linz Open, Австрія                             | Килим (i)  | Іріна Спирля          | Тіна Кріжан Лариса Савченко-Нейланд     | 6–4, 6–3           |
| Перемога  | 8.   | 13 листопада 2000 | Pattaya Women's Open, Таїланд                  | Тверде     | Басукі Яюк            | Тіна Кріжан Катарина Среботнік          | 6–3, 6–3           |
| Перемога  | 9.   | 12 лютого 2001    | Dubai Tennis Championships, ОАЕ                | Тверде     | Басукі Яюк            | Оса Свенссон Каріна Габшудова           | 6–0, 4–6, 6–2      |
| Поразка   | 14.  | 23 липня 2001     | Silicon Valley Classic, Unites States          | Тверде     | Ніколь Арендт         | Джанет Лі Вінне Пракуся                 | 6–3, 3–6, 3–6      |
| Поразка   | 15.  | 6 серпня 2001     | LA Women's Tennis Championships, Unites States | Тверде     | Ніколь Арендт         | Кімберлі По Наталі Тозья                | 3–6, 5–7           |
| Поразка   | 16.  | 11 лютого 2002    | Qatar Ladies Open, Катар                       | Тверде     | Александра Фусаї      | Жанетта Гусарова Аранча Санчес Вікаріо  | 3–6, 3–6           |
| Поразка   | 17.  | 21 квітня 2002    | Volvo Car Open, США                            | Ґрунт      | Александра Фусаї      | Ліза Реймонд Ренне Стаббс               | 4–6, 6–3, 6–7(4)   |

## Фінали ITF
| Турніри $25,000 |
| Турніри $10,000 |

### Одиночний розряд (0–1)
| Результат | Ранг | Дата           | Турнір                  | Покриття | Опоненти          | Рахунок  |
| --------- | ---- | -------------- | ----------------------- | -------- | ----------------- | -------- |
| Поразка   | 1.   | 15 травня 1989 | Лондон, Велика Британія | Ґрунт    | Дате-Крумм Кіміко | 3–6, 0–6 |

### Парний розряд (5-5)
| Результат | Ранг | Дата             | Місце                                       | Покриття | Партнер                | Опоненти in the final            | Рахунок       |
| Перемога  | 1.   | 20 липня 1987    | Амерсфорт, Нідерландські Антильські острови | Ґрунт    | Габі Горенгель         | Yvonne der Kinderen Inga Dolman  | 6–3, 3–6, 6–1 |
| Перемога  | 2.   | 18 липня 1988    | Амерсфорт, Нідерландські Антильські острови | Ґрунт    | Габі Горенгель         | Pascalle Druyts Yvonne Schreurs  | 6–3, 6–2      |
| Перемога  | 3.   | 27 лютого 1989   | Яффа, Ізраїль                               | Тверде   | Маріанне ван дер Торре | Керолайн Біллінгем Sylvia Czopek | 3–6, 6–1, 6–3 |
| Перемога  | 4.   | 6 березня 1989   | Ашкелон, Ізраїль                            | Тверде   | Маріанне ван дер Торре | Софі Альбінус Lone Vandborg      | 6–1, 6–1      |
| Перемога  | 5.   | 20 березня 1989  | Рамат-га-Шарон, Ізраїль                     | Тверде   | Маріанне ван дер Торре | Маліn Nilsson Eva Lena Olsson    | 6–2, 6–2      |
| Поразка   | 1.   | 24 квітня 1989   | Sutton, Велика Британія                     | Ґрунт    | Aurelia Gheorghe       | Дате-Крумм Кіміко Shiho Okada    | 3–6, 2–6      |
| Поразка   | 2.   | 6 листопада 1989 | Свіндон, Велика Британія                    | Килим    | Джулі Салмон           | Олена Брюховець Євгенія Манюкова | 3–6, 4–6      |
| Поразка   | 3.   | 14 травня 1990   | Кашкайш, Португалія                         | Ґрунт    | Сімоне Шилдер          | Ева Бес Вірхінія Руано Паскуаль  | 6–3, 2–6, 1–6 |
| Поразка   | 4.   | 1 жовтня 1990    | Йорк, США                                   | Тверде   | Сімоне Шилдер          | Луїс Аллен Софі Ам'яш            | 6–7, 4–6      |
| Поразка   | 5.   | 27 січня 1992    | Мідленд (Мічиган), США                      | Ґрунт    | Гелен Келесі           | Манон Боллеграф Мередіт Макґрат  | 3–6, 1–6      |